# Parma mccullochi
Parma mccullochi là một loài cá biển thuộc chi Parma trong họ Cá thia. Loài này được mô tả lần đầu tiên vào năm 1929.

## Từ nguyên
Từ định danh được đặt theo tên của Allan Riverstone McCulloch, đồng nghiệp của tác giả Whitley, người có những bức vẽ "chính xác và tuyệt đẹp" về loài Parma microlepis qua từng giai đoạn phát triển của chúng.

## Phạm vi phân bố và môi trường sống
P. mccullochi là một loài đặc hữu của Úc và chỉ được tìm thấy ở vùng biển phía tây nam nước này, từ quần đảo Recherche ngược lên phía bắc đến quần đảo Houtman Abrolhos. Chúng sống tập trung gần những rạn đá ngầm ở độ sâu khoảng từ 2 đến 25 m.

## Mô tả

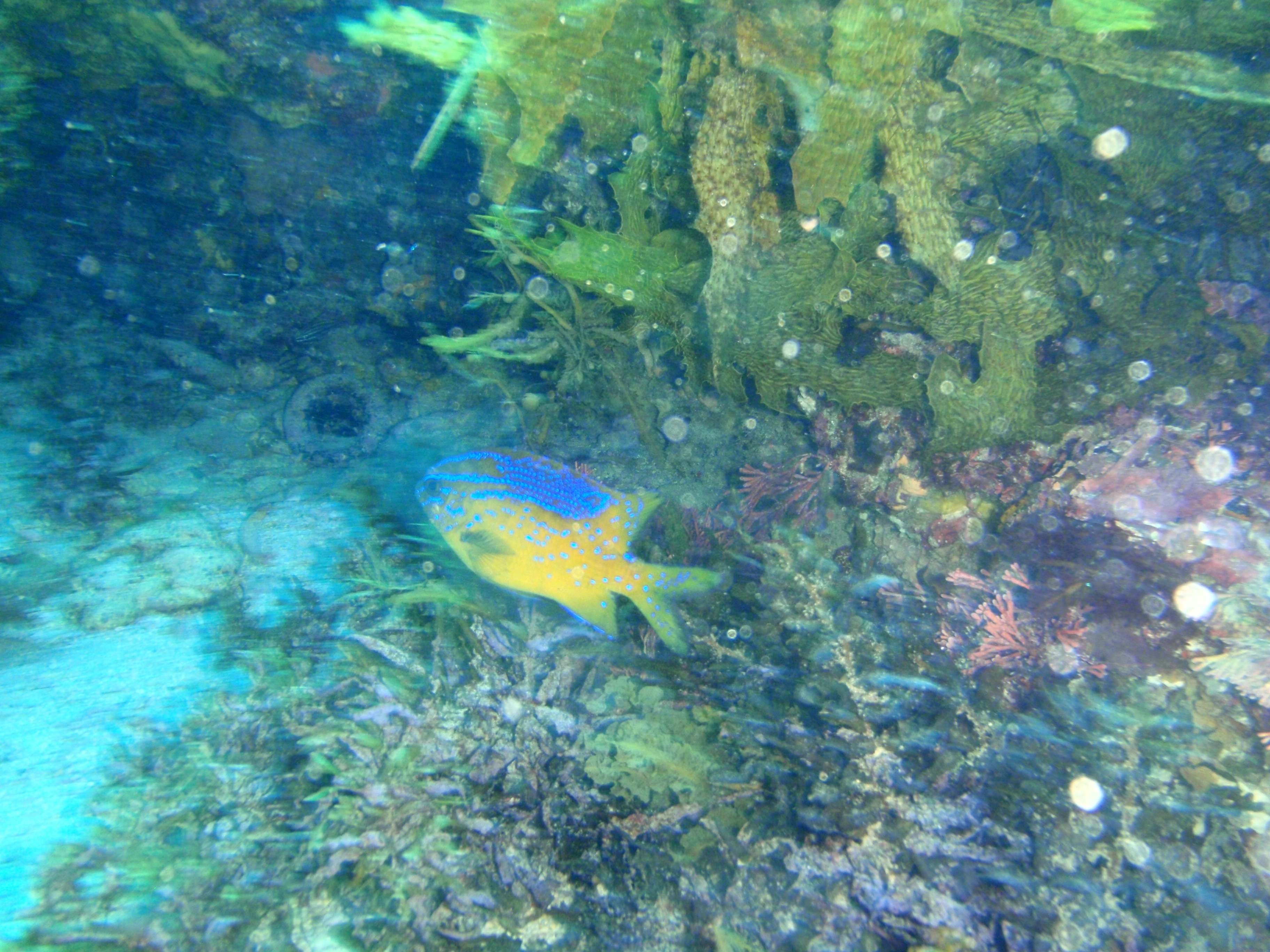
Cá con

Chiều dài tối đa được ghi nhận ở P. mccullochi là 20 cm. Cá trưởng thành có màu xanh xám, có bướu hơi nhô trên trán ở những cá thể già. Các vây có viền màu xanh lam ánh kim. Cá con có màu sắc tươi sáng hơn: màu vàng lốm đốm các chấm xanh óng, trừ vùng đỉnh đầu ngược ra sau lưng là màu nâu sẫm với các đường sọc xanh; một đốm đen lớn viền xanh trên vây lưng.
Số gai ở vây lưng: 13; Số tia vây ở vây lưng: 18–19; Số gai ở vây hậu môn: 2; Số tia vây ở vây hậu môn: 14–15; Số gai ở vây bụng: 1; Số tia vây ở vây bụng: 5.

## Sinh thái học
Thức ăn chủ yếu của P. mccullochi là tảo. Cá đực có tập tính bảo vệ và chăm sóc trứng; trứng bám vào nền tổ.